# Anatoli Antonowitsch Jazkow

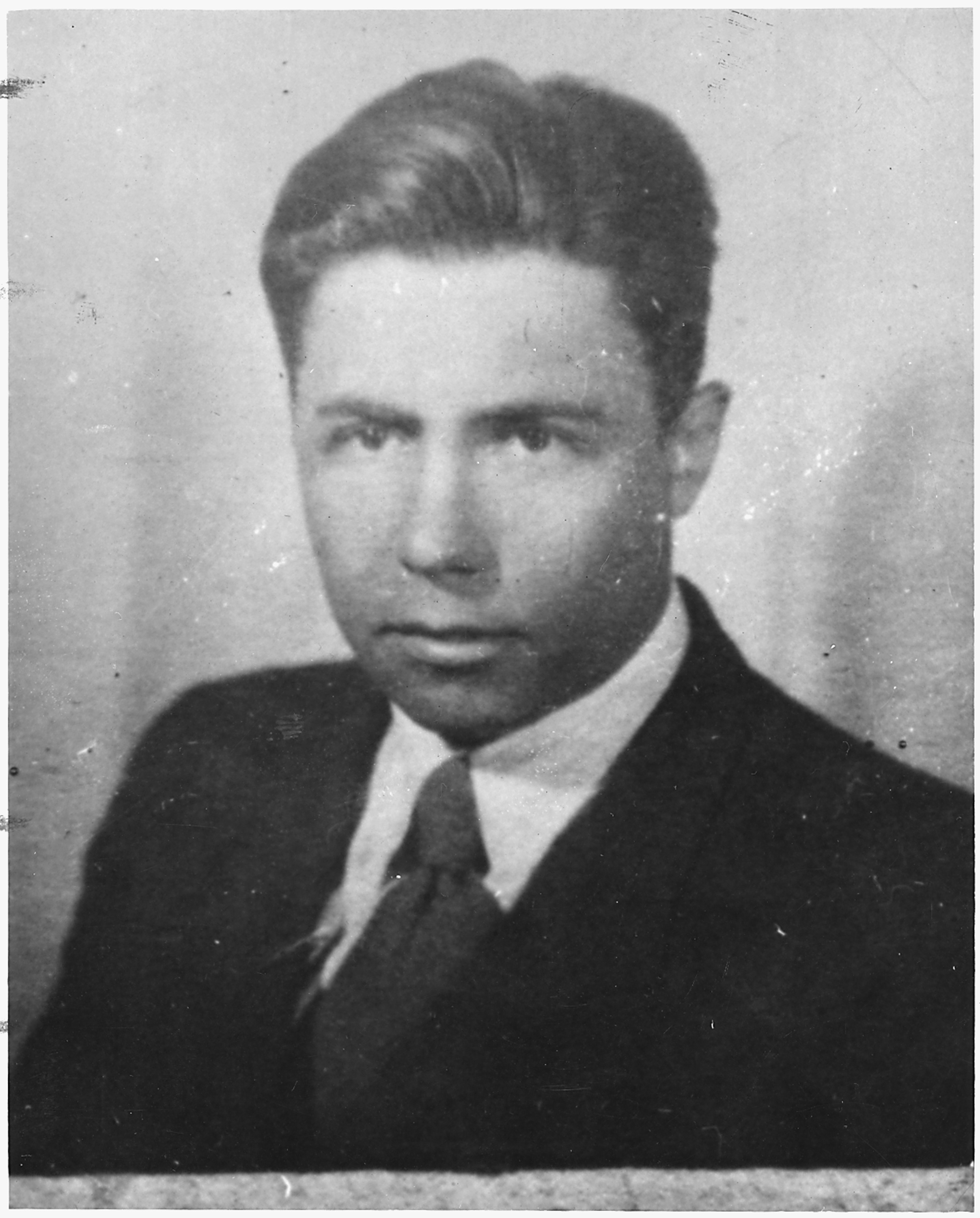
Anatoli Antonowitsch Jazkow

Anatoli Antonowitsch Jazkow (russ.: Анатолий Антонович Яцков; eigentlich Anatoli A. Jakowlew; * 31. Mai 1913 in Belgorod-Dnestrowski, Gouvernement Bessarabien, Russisches Kaiserreich; † 26. März 1993 in Moskau) war während des Zweiten Weltkriegs Mitglied der Gesandtschaft der UdSSR in New York.
Seine Diplomatentätigkeit war jedoch nur ein Deckmantel für seine Funktion als Resident des NKWD in den Vereinigten Staaten. Dort kam man ihm während seiner Tätigkeit nicht auf die Spur; 1946 kehrte er in die Sowjetunion zurück.
Jazkow fungierte als Führungsoffizier („John“) des Kontaktmanns Harry Gold von Atomspion Klaus Fuchs.
Ihm wurden von der Sowjetunion unter anderem die Auszeichnungen Orden der Oktoberrevolution und der Orden des Roten Sterns verliehen, von der Russischen Föderation wurde er posthum zum „Held der Russischen Föderation“ (15. Juni 1996, Verleihungsnummer 328) ernannt.